# Guščerovec
Guščerovec je naselje u Hrvatskoj u sastavu općine Svetog Petra Orehovca. Nalazi se u Koprivničko-križevačkoj županiji. 

## Zemljopis
Zapadno su rječica, Međa i Miholec, sjeverozapadno su Orehovec, Sveti Petar Orehovec, Selanec, sjeverno je Zamladinec, sjeveroistočno su Bočkovec, Brdo Orehovečko, Piškovec i Sveta Helena, jugoistočno su Križevci, Pesek i Podgajec, južno su Dijankovec i Erdovec, jugozapadno je Gregurovec.

## Stanovništvo
| broj stanovnika | 173   | 245   | 220   | 233   | 257   | 290   | 260   | 275   | 263   | 269   | 276   | 278   | 247   | 209   | 176   | 177   | 160   |
|                 | 1857. | 1869. | 1880. | 1890. | 1900. | 1910. | 1921. | 1931. | 1948. | 1953. | 1961. | 1971. | 1981. | 1991. | 2001. | 2011. | 2021. |

## Poznate osobe
- Ljudevit Ožegović - političar, barun, gospodarstvenik
- Ivka Ožegović - barunica
- Lucija Ožegović - operna pjevačica